# Lee Young (taekwondo)
Lee Young es una deportista surcoreana que compitió en taekwondo. Ganó una medalla de plata en el Campeonato Mundial de Taekwondo de 1987 en la categoría de –47 kg.

## Palmarés internacional
| Campeonato Mundial | Campeonato Mundial | Campeonato Mundial | Campeonato Mundial |
| Año                | Lugar              | Medalla            | Categoría          |
| ------------------ | ------------------ | ------------------ | ------------------ |
| 1987               | Barcelona (España) | Medalla de plata   | –47 kg             |